# Hiroki Shinjo
Hiroki Shinjo (新條 宏喜 Shinjo Hiroki?,  nacido el 28 de abril de 1973 en Tokio) es un exfutbolista japonés. Jugaba de centrocampista y su último club fue el FC Tokyo de Japón.

## Trayectoria

### Clubes
| Club     | País  | Año         |
| -------- | ----- | ----------- |
| FC Tokyo | Japón | 1996 - 1999 |